# Tweede Slag bij het Schooneveld
De Tweede Slag bij het Schooneveld was een van de twee zeeslagen bij het Schooneveld, het brede vaarwater bij Oostende, tijdens de Derde Engels-Nederlandse Oorlog. De tweede slag vond plaats op 14 juni 1673, precies een week na de Eerste Slag bij het Schooneveld.
De Frans-Engelse vloot onder leiding van Ruprecht van de Palts werd ook dit keer door Michiel de Ruyter verslagen. Beide overwinningen, samen met de Slag bij Kijkduin, behoedden de Republiek der Zeven Verenigde Nederlanden voor een Engels-Franse invasie.

## Achtergrond
Na het fiasco van de Eerste Slag bij het Schooneveld op 7 juni 1673 kruisten de Franse en Engelse schepen een week lang voor de kust. Over en weer klonken ernstige verwijten over het mislukken van de slag. Ook was er bij de Britten onderling veel wrijving. Viceadmiraal Edward Spragge verweet bevelhebber Rupert: Het gevecht werd, naar waarheid, slechter door ons gevoerd, dan ik ooit meegemaakt heb. De geallieerden waren niet erg genegen om opnieuw slag te leveren. Kapitein George Legge van HMS Royal Katherine, de latere admiraal en bevelhebber van de Engelse vloot, schreef naar zijn Lord High Admiral de Hertog van York: "Dat zeegat is te klein en de zandbanken zijn te gevaarlijk, om er ons weer in te wagen".

## De tweede slag

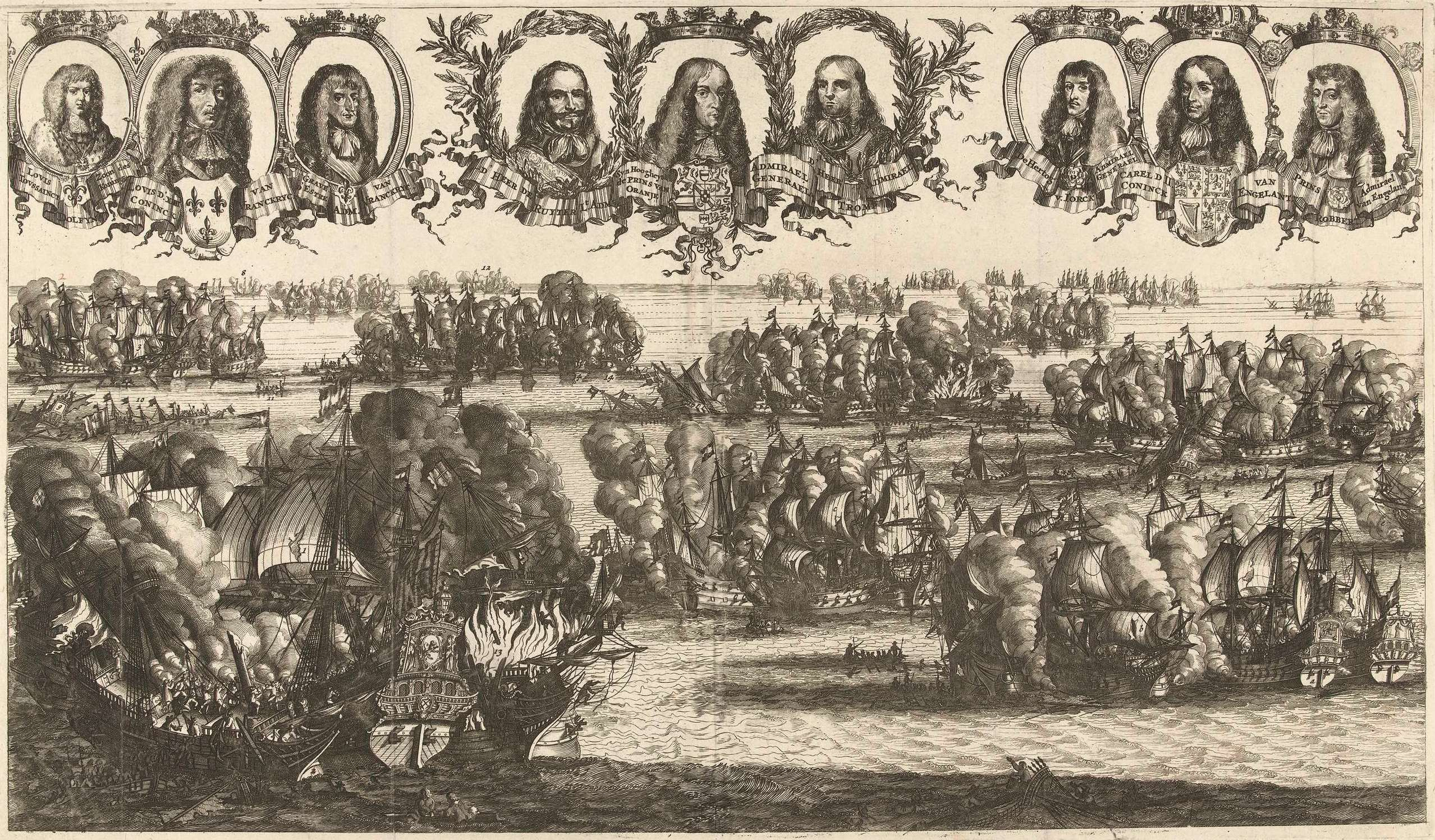
De twee zeeslagen voor de Zeeuwse kust op de vlakte van Schoonevelt op 7 juni en 14 juni 1673. Bovenaan negen medaillons met portretten van de Franse koning Lodewijk XIV, de dauphin en admiraal d'Estrées, de Nederlandse prins Willem en admiralen De Ruyter en Tromp en de Engelse koning Karel II en admiralen hertog van York (de latere koning Jacobus II) en prins Ruprecht, door Romeyn de Hooghe, (1673)

De Fransen en Engelsen hoopten de Nederlanders naar open zee te lokken, maar geloofden eigenlijk niet dat dit zou gebeuren omdat de positie in het Schooneveld defensief zo sterk was. Na een week waarin niets gebeurde, voeren de Nederlanders tot hun grote verrassing toch de open zee op. Op 14 juni 1673 nam De Ruyter, versterkt met vier schepen (waaronder de zware Oliphant en de Voorzichtigheid) en verse bemanningen en voorraden, een voordelige loefpositie in door slim van de noordwestenwind gebruik te maken. De slag werd een grote mislukking voor de geallieerden. Dit kwam deels door de schade uit de eerste slag die ze op open zee moeilijk hadden kunnen herstellen, maar ook door een opmerkelijk toeval. Spragge, die dag commandant van de voorhoede, bezocht Rupert in de achterhoede juist op het moment dat de Nederlanders zichtbaar werden. Hij verliet onmiddellijk het vlaggenschip om zich weer naar zijn eigen schip te begeven en het commando over zijn eskader op zich te nemen. Rupert, die plots bang werd dat Spragge niet op tijd terug zou zijn, besloot om te improviseren en zelf met zijn eskader de voorhoede te gaan vormen. Hij probeerde hiervoor het Franse centrum in te halen. De Fransen echter, die niet wisten wat hij van plan was, deden hun best om voor hem uit te blijven varen en de oorspronkelijke formatie te handhaven. De Engelse voorhoede gehoorzaamde aan het bevel te blijven wachten, met als gevolg dat centrum en achterhoede er in volle vaart recht insloegen. De chaos was compleet. Toen de Nederlandse vloot bij de verwarde massa geallieerde schepen arriveerde, hees Rupert herhaaldelijk de bloedvlag (de rode vlag ten teken van aanval), doch merkte dat niemand zijn schip daarin volgde, zodat hij telkens terug moest keren.
De Ruyter, verbaasd door de manoeuvres van de Engelsen, riep uit: "Wat, is hij gek, of wat komt hem over?" en maakte gebruik van de verwarring door van enige afstand de Engelse vloot onder vuur te nemen. Adriaen Banckert nam de Franse vloot voor zijn rekening en nam ze eveneens van enige afstand onder vuur. De Fransen, die geen idee hadden wat er precies aan de hand was, trokken zich meteen terug. Alleen Cornelis Tromp koos voor de frontale aanval en leverde tot de avond fel slag met zijn persoonlijke vijand Spragge.
Tegen het eind van de dag wakkerde de wind steeds meer aan en de vechtende massa schepen dreigde tegen het noordelijke landhoofd van Kent op te lopen. Beide vloten, op slechts enkele mijlen van de kust, braken daarop het gevecht af.

## Nasleep
Door kundig manoeuvreren wist De Ruyter tweemaal een grotere vloot te verslaan. De Engelsen en Fransen werden gedwongen hun zeeblokkade op te heffen en zich terug te trekken in de Theems om de schepen te repareren. Na de hergroepering voer de Engels-Franse vloot naar Texel in de hoop De Ruyter uit het Schooneveld te lokken, en hem te verslaan. De Slag bij Kijkduin werd echter een Nederlandse overwinning, waardoor Engeland werd gedwongen zich terug te trekken uit de dure en mislukte oorlog.

## Gebruikte literatuur
- Atkinson, C.T. (1908): The Anglo-Dutch Wars, in The Cambridge Modern History, volume 5
- Mahan, A.T. (1890): The Influence of Sea Power Upon History, 1660–1783
- Rodger, N.A.M. (2004): The Command of the Ocean: A Naval History of Britain, 1649–1815, Penguin
- Warnsinck, J.C.M. (1930): Admiraal de Ruyter, de zeeslag op Schooneveld Juni 1673, ‘s-Gravenhage